# Edward Wadsworth
Pour les articles homonymes, voir Wadsworth.
Edward Wadsworth, né le 29 octobre 1889 à Cleckheaton dans le comté du Yorkshire de l'Ouest et mort le 21 juin 1949 à Londres, est un peintre britannique, membre du mouvement artistique  le vorticisme. Il est également connu pour avoir travaillé avec Norman Wilkinson sur le projet de camouflage dazzle lors de la Première Guerre mondiale.

## Biographie
Edward Wadsworth naît en 1889 à Cleckheaton dans le comté du Yorkshire de l'Ouest. Il suit les cours du Fettes College d'Édimbourg. Entre 1906 et 1907, il étudie l'ingénierie à Munich et fréquente pendant son temps libre l'école du peintre allemand Heinrich Knirr. De retour en Angleterre, il obtient une bourse d'études à la Slade School of Fine Art de Londres. Il y côtoie les peintres Dora Carrington, Mark Gertler, Stanley Spencer, Christopher Nevinson et David Bomberg.
En 1912, les travaux de Wadsworth sont à l'affiche de la deuxième exposition consacrée au postimpressionnisme organisée par le critique et peintre anglais Roger Fry aux Grafton Galleries à Londres. Il se lie ensuite d'amitié avec le peintre Wyndham Lewis et expose ses peintures futuristes à la Galerie Doré. Il rencontre en 1913 le peintre italien Filippo Tommaso Marinetti, l'un des initiateurs du mouvement futuriste, mais est déçu par l'arrogance de l'Italien. Il rejoint le Rebel Art Centre créé par Lewis qui annonce le mouvement du vorticisme. En 1914, il prend part au lancement du magazine britannique Blast.
Ce jeune mouvement subit l'impact de la Première Guerre mondiale. Wadsworth est envoyé à Moudros sur l'île de Lemnos dans la Royal Naval Reserve. Réformé en 1917, il travaille avec Norman Wilkinson sur le projet de camouflage dazzle, une technique de camouflage disruptif destinée à protéger un navire des tirs d'artillerie et de torpilles en empêchant l'adversaire d'estimer avec précision sa position et son cap. Il supervise ainsi le camouflage de plus de deux cents navires militaires, et immortalise ses créations sur des toiles après la guerre.
À la fin de la guerre, il fait partie du mouvement Unit One initié par Paul Nash, puis, en 1920, de Group X. Il adopte un style réaliste avant de peindre des toiles proches du surréalisme sur la fin de sa carrière, sans pour autant être apparenté à ce mouvement. En février 1927, la galerie Barbazanges (Paris) organise une rétrospective de ses peintures.
Il décède à Londres en 1949 et repose au cimetière de Brompton.

## Œuvre
- Camouflage en cale sèche à Liverpool (1919), musée des beaux-arts du Canada, Ottawa

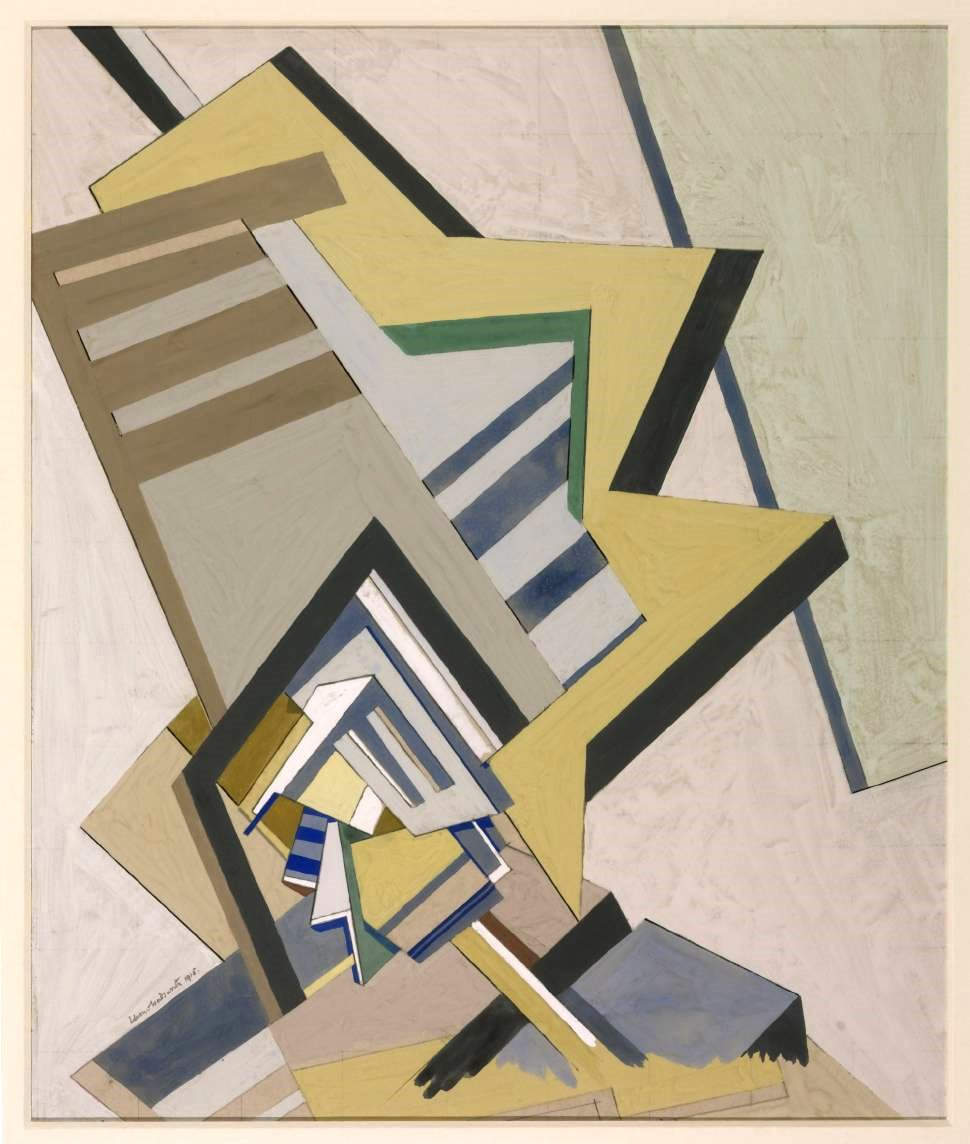
Abstract Composition (1915), Tate Gallery
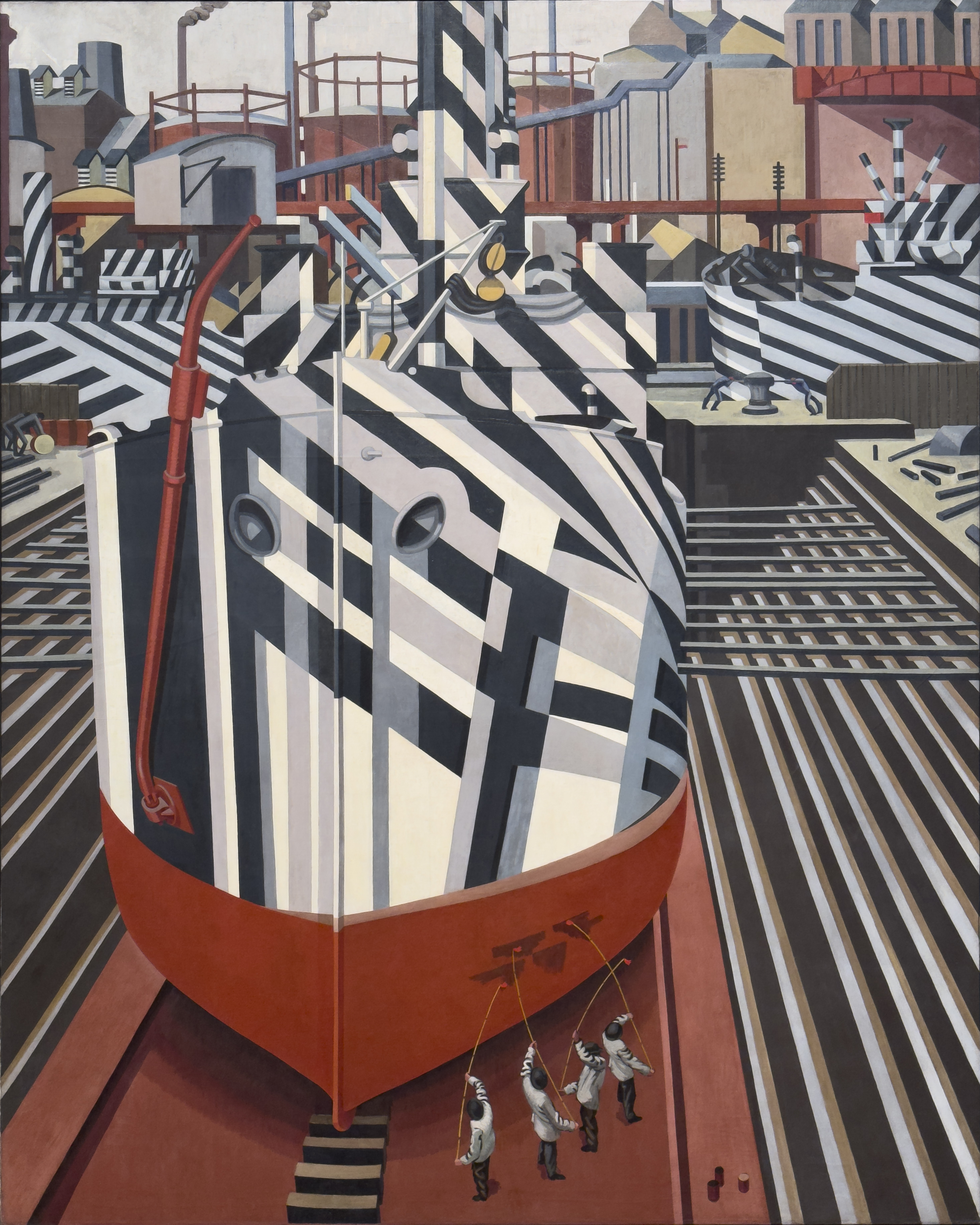
Dazzle-ships in Drydock at Liverpool (1919)